# Trichotropis
Trichotropis is een geslacht van weekdieren uit de klasse van de Gastropoda (slakken). 

## Soorten
- Trichotropis bicarinata (Sowerby I, 1825)
- Trichotropis cancellata Hinds, 1843
- Trichotropis capensis Thiele, 1925
- Trichotropis conica Møller, 1842
- Trichotropis pulcherrima Melvill & Standen, 1903
- Trichotropis quadricarinata A. Adams, 1861
- Trichotropis townsendi Melvill & Standen, 1901
- Trichotropis turrita Dall, 1927
- Trichotropis zuluensis Barnard, 1963

## Synoniemen
- Trichotropis crassicostata -> Verticosta crassicostata (Melvill, 1912)
- Trichotropis migrans -> Verticosta migrans (Dall, 1881)